# Чигрине, Чигрине
«Чигрине, Чигрине» — вірш Тараса Шевченка, написаний 1844 року в Москві та увійшов до рукописної збірки «Три літа».

## Історія написання
Вірш Тараса Шевченка, написаний 19 лютого 1844 року в Москві, коли поет повертався з України до Санкт-Петербурга. Ця поезія є відображенням думок і почувань Шевченка часів його першої подорожі Україною, зокрема вражень від поїздки до Чигирина  який у 1648—1676 роках був гетьманською столицею, резиденцією гетьмана Богдана Хмельницького, а в ХІХ столітті — повітовим містом Київської губернії (тепер це районний центр Черкаської області). Шевченко був тут у 1843 і 1845 роках. У цей період поет створив рукописну збірку «Три літа» (1845), яку відкривав вірш «Чигрине, Чигрине…» як знаковий, символічний і виключно важливий за змістом.  У деяких виданнях друкувався під назвою «Чигрин» і «Чигирин» та з присвятою М. С. Щепкіну.

## Автографи, списки, публікації
Зберігся чистовий автограф вірша у рукописній збірці «Три літа», яка зберігається в Інституті літератури ім. Т. Шевченка. Автограф датовано: «19 февраля 1844. Москва».
Первісний автограф не відомий. До рукописної збірки «Три літа» вірш переписано з невідомого автографа у квітні — червні 1846 року в Києві. Рядки 17 — 25 відкреслені чиновниками III відділу з позначкою «нотабене». В рядках 27 — 30 підкреслено окремі слова, а рядки 45 — 46 і 63 — 64 підкреслено цілком.
Вірш поширювався у списках. Очевидно, найранішим з них був список О. М. Бодянського, який не має розбіжностей з автографом у збірці «Три літа».
У списку, що належав М. О. Максимовичу, та невідомою рукою кінця 1840-х — початку 1850-х років мають заголовки «Чигрин», текст ідентичний з автографом у збірці «Три літа». Той же заголовок містять списки у рукописних збірках «Стихотворения Шевченка», «Сочинения Т. Г. Шевченка» 1862 року, але в першому з них є різночитання у рядку 55 (замість «Може, викую я з його» — «Може, викую я знову»), а в другому відсутній рядок 63 і є різночитання у рядку 46 (замість «Підростуть гетьмани» — «Поростуть гетьмани»). У списку невідомою рукою у рукописному «Кобзарі» 1866 року назва — «Чигрин».
Вперше надруковано у львівському журналі «Вечерниці» 1863 року (№ 11, стор. 81 — 82) за невстановленим джерелом. Різночитання в першодруці збігаються з різночитаннями списку в примірнику «Кобзаря» 1860 року з рукописними вставками, що належав Л. Г. Лопатинському. Копією з першодруку є список Ігн. Левицького. Багато відмін проти автографа у рукописному «Кобзарі» 1865 року Д. Демченка.
Вперше вірш введено до збірки творів (з купюрами у рядках 45 — 46 та 83 — 86 з огляду на цензуру) у виданні: «Кобзарь Тараса Шевченка / Коштом Д. Е. Кожанчикова» 1867 року.

## Ідейно-тематичний зміст
Твір розпочинається риторичним звертанням «Чигрине, Чигрине», яке у вірші повторюється тричі. Це медитативно-філософський монолог ліричного героя, у якому висловлено глибокі роздуми про минуле й майбутнє України, осмислюється її національна доля. У першому строфоїді — філософський роздум поета про плинність часу («Над землею летять літа»), під впливом якого руйнується все, а нащадки забувають про минулу славу своїх предків, яка, «як пилина, лине за вітрами холодними», про славу гетьманської столиці Чигирина. Історична тема поневолення України сприймалася митцем як особисте горе. Враження від запустілої колишньої резиденції Богдана Хмельницького — гори над річкою Тясмином із залишками колишньої потужної козацької фортеці, неприступного гнізда гордих гетьманів Хмельницького й Дорошенка, — викликало в уяві поета жахливу картину руйнівної дії часу: з бігом літ висохне Дніпро, розсиплються могили, а від гетьманської столиці не залишиться ані сліду, ані пам'яті. Виникає запитання: невже Україна зникне з лиця землі й пропаде марно пролита кров у боротьбі за її волю: «Що ж на ниві уродилось??!! // Уродила рута… рута… // Волі нашої отрута» (рута — фольклорний символ забуття, розлуки). Сучасний поетові занепад колонізованої імперією України асоціюється з болотяним гниттям. Навіть надію на краще втрачено, бо і її розвіяв вітер часу, рознесла морська хвиля. На руїнах Суботова й Чигирина ліричний герой всім єством відчуває ганьбу рабської сучасності, весь сором повної національної неволі, сором національної зради цілих поколінь: «Заснула Вкраїна // Бур'яном укрилась, цвіллю зацвіла, // В калюжі, в болоті серце прогноїла // І в дупло холодне гадюк напустила…»… І найтяжчим у тих переживаннях було почуття його повної самотності, свідомости того, що іншим до долі цілої нації зовсім байдуже… Тут постає інший, порівняно з «Перебендею» образ автора: це вже ані кобзар, ані бард. Це — народний оборонець, єдиний, хто не спить, хто бачить істину, прагне справедливості, хто здатний оплакати руїни й своїм натхненним словом спроможний пробудити заснулу Україну. Поетичне слово, породжене палючими гіркими думами, здатне зорати «переліг» оспалості народу і стати тим зерном-сльозами, що, посіяні поетом, зійдуть «обоюдними» ножами. А ці ножі розпанахають хворе гниле серце покірного суспільства й наллють у нього «чистої, святої» козацької крові, тобто повернуть козацький дух мужності й нескореності. До такої категоричної, безкомпромісно-правдивої оцінки наслідків того історичного вибору, який було зроблено чигиринською елітою й оприлюднено в Переяславі, до Шевченка ніхто не приходив, він сказав землякам страшну правду, якої ті воліли не бачити, але у своїй звазі почувався самотнім — як юродивий або як біблійний пророк. У характерну для громадянських поезій Шевченка форму лірико-філософської медитації поет вклав і гіркий докір сучасникам у примиренні з кріпосницькою дійсністю, і протест проти самодержавного гніту в Україні, і свої сподівання на краще майбутнє.
«Тут остаточно сформувалася й протимосковська політична концепція поетова. Тут він, думаючи про «сплюндровану», «обчухрану» москалями Україну, дивлячись на Богданову церкву як на символ руїни нації, прокляв Богданове діло – злуку з Москвою. Тут теж із пережитих його пристрасним серцем терпінь і болів виросла й віра, яку він, бичуючи зрадницьку верхівку нації, мав на майбутнє голосити Україні, віра в те, що з посіяних ним сліз, із джерела всенаціональної історичної кривди «...зійдуть і виростуть // Ножі обоюдні, // Розпанахають погане, // Гниле серце трудне, // І вицідять сукровату, // І наллють живої, // Козацької тої крови, // Чистої, святої...»  — Павло Зайцев